# Демьяновский Погост
Демьяновский Погост — деревня в Бабушкинском районе Вологодской области.
Входит в состав сельского поселения Бабушкинское (до 2016 года была центром Демьяновского сельского поселения), с точки зрения административно-территориального деления — центр Демьяновского сельсовета.
Согласно книге «Родословие Вологодской деревни», впервые деревня упоминается в письменных источниках в 1619 г. как деревня Погост Вотченской волости Тотемского уезда. Населена была чёрносошными крестьянами.
Позже и до революции деревня носила название Демьяновский-Троицкий погост, в честь Троицкой церкви. Административно входила в состав Миньковской волости Тотемского уезда.
Упоминается по состоянию на 1859 г. под номером 9811 в списке населённых пунктов Вологодской губернии:

9811. Демьяновскій-Троицкій погостъ, расположенъ въ 84 верстахъ отъ уѣзднаго города, содержитъ 4 двора; населеніе составляютъ 10 мужчинъ и 22 женщины; въ поселеніи имѣется православная церковь.
Расстояние до районного центра села имени Бабушкина по автодороге — 25 км. Ближайшие населённые пункты — Тарабукино, Климовская, Лодочная, Коровенская.
Население по данным переписи 2002 года — 255 человек (131 мужчина, 124 женщины). Преобладающая национальность — русские (99 %).
В деревне Демьяновский Погост расположена церковь Троицы — памятник архитектуры.